# Owen Hargreaves
Owen Lee Hargreaves (* 20. ledna 1981, Calgary, Kanada) je bývalý anglický fotbalový záložník kanadského původu. Na mládežnické úrovni reprezentoval Wales a Anglii, na seniorské úrovni oblékal reprezentační dres Anglie. Za rok 2001 vyhrál cenu Bravo udělovanou italským sportovním týdeníkem Guerin Sportivo nejlepšímu fotbalistovi do 21 let působícímu v Evropě.

## Klubová kariéra
Působil v německém mužstvu Bayernu Mnichov, se kterým roku 2001 zvítězil v Lize mistrů UEFA. Totéž se mu povedlo s Manchesterem United v sezóně LM 2007/08. Hráčem United byl v letech 2007–2011. V letech 2011–2012 působil v Manchesteru City, kam přestoupil právě z týmu městského konkurenta Manchester United. V Manchesteru City ukončil v létě 2012 profesionální hráčskou kariéru, která byla poznamenána mnohými zraněními.

## Reprezentační kariéra

### Wales
Hargreaves reprezentoval reprezentoval Wales v roce 1998 v mládežnické kategorii U19.

### Anglie
Za Anglii nastoupil v kategorii U21.
V A-mužstvu Anglie debutoval 15. srpna 2001 na stadionu White Hart Lane v Londýně v přátelském zápase s Nizozemskem, který skončil porážkou domácího Albionu 0:2.

Zúčastnil se MS 2002 v Japonsku a Jižní Koreji, EURA 2004 v Portugalsku a MS 2006 v Německu.

Celkem odehrál v letech 2001–2008 za anglický národní tým 42 zápasů, branku nevstřelil.